# فوربس جونستون
فوربس جونستون (بالإنجليزية: Forbes Johnston)‏ (3 أغسطس 1971 بأبردين في المملكة المتحدة - 12 يوليو 2007 بأديلايد في أستراليا) هو لاعب كرة قدم بريطاني في مركز الدفاع. شارك مع منتخب اسكتلندا تحت 21 سنة لكرة القدم. أما مع النوادي، فقد لعب مع نادي فالكيرك ونادي أردريونيانز.